# Застшежинский, Вацлав
Вацлав Застшежинский (пол. Wacław Zastrzeżyński ; 22 марта 1900, Вильно, Российская империя - 22 ноября 1959, Катовице, ПНР) – польский театральный деятель, актёр и театральный режиссёр
.

## Биография
Окончил театральную школу в Познани. Дебютировал на сцене Польского театра в Познани в 1923 году.
Выступал, среди прочего в театрах в Быдгоще, Катовицах, Лодзи, Варшаве, Вильнюсе и Театре им. Ю. Словацкого в Кракове. Во время Второй мировой войны был узником концлагеря Штуттгоф.
В 1945/1946 году выступал и руководил Театром комедии в Гдыне, в сезоне 1946/1947 году — в драмтеатре Военно-морского флота в Гдыне. Затем переехал в Катовице, где до конца жизни работал в местном театре.

## Фильмография
- 1953 – Погоня – Мухай, директор конного завода
- 1958 – Пепел и алмаз –  Щука, воеводский секретарь Польской рабочей партии (дубляж - Сергей Курилов)